# Christer Björkman

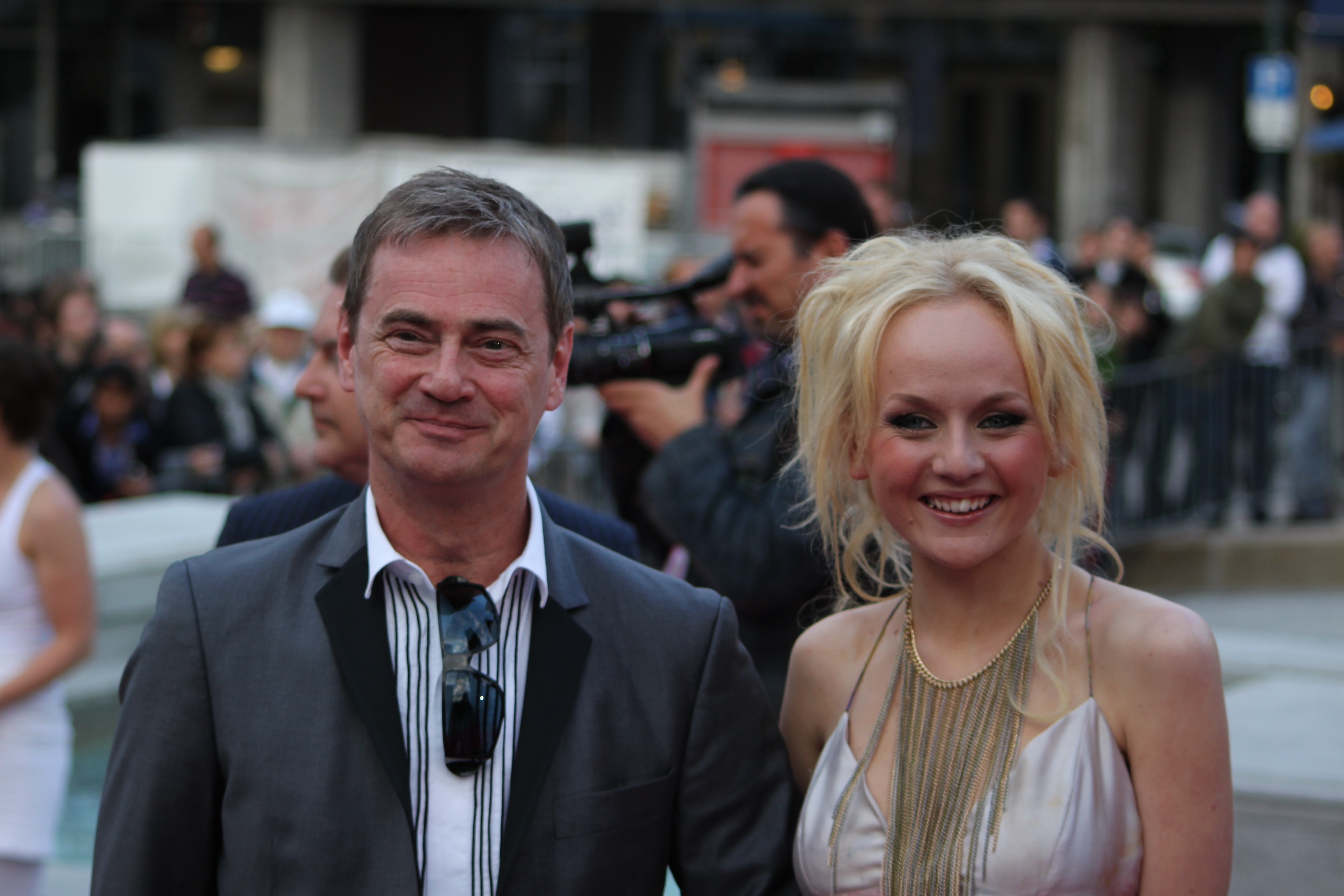
Christer Björkman och Anna Bergendahl i Oslo 2010

Christer Samuel Björkman, ursprungligen Dan Christer Björkman, född 25 augusti 1957 i Borås i dåvarande Älvsborgs län, är en svensk TV-man (programledare och producent) och tidigare sångare.

## Bakgrund
Christer Björkman föddes i Borås; hans mor Ulla Björkman var då 18 år. Christer Björkman träffade aldrig sin far medan han levde men var med på dennes begravning.
Björkman är utbildad frisör och hade en egen frisersalong, Capello Bella, i Borås mellan 1980 och 1987. Björkman var under några år bosatt i Monaco.

## Karriär
Björkman blev etta på Skivstafetten 1984 (som då ersatte Svensktoppen) med "Leken blev nästan sann" och hösten 1985 låg "Våga och vinn" etta på Svensktoppen. Även "Drömmar" låg på Svensktoppens förstaplats.

### Melodifestivalen
Björkman vann Melodifestivalen 1992 med låten "I morgon är en annan dag", skriven av Niklas Strömstedt, och fick därmed representera Sverige i Eurovision Song Contest som arrangerades i Malmö efter att Carola Häggkvist vunnit för Sverige i Rom året innan med "Fångad av en stormvind". I finalen i Malmö slutade Björkman näst sist (22:a) med 9 poäng. Björkman sjöng in låten med fransk text under titeln "Demain il y a un autre jour", medan Strömstedt själv spelade in melodin med ny text och titeln "Näst sist". 
Ett år senare var Björkman tillbaka i Melodifestivalen och framförde bidraget "Välkommen till livet" (av Mikael Bolyos och Örjan Strandberg), med vilket han inte tog sig vidare till röstningsomgången och kom på delad sjätte och sista plats. 
En tredje gång ställde Björkman upp i tävlingen, 1999, med "Välkommen hem". Bidraget kom på tionde och sista plats med 6 poäng. 
Från och med Melodifestivalen 2002 arbetade Björkman för SVT som artistansvarig för Melodifestivalen. Han var även Head of Delegation för den svenska truppen i Eurovision Song Contest och följde därmed med vinnaren till Europafinalen.
Björkman var mellan 2006 och 2012 programledare för det årliga SVT-programmet Inför Eurovision Song Contest, och har också varit programledare för TV-program som Rätt låt vann. Han var konnässör på DVD:erna Melodifestivalen 50 år - Favoriter och Melodifestivalen 50 år - Vinnarna från 2005.
Han var även showproducent till Eurovision Song Contest 2013 som hölls i Sverige, Malmö och Eurovision Song Contest 2016 som hölls i Sverige, Stockholm, en dröm han haft sedan han var liten. Han var officiell svensk kommentator av SVT:s sändning av Eurovision Song Contest 2021 tillsammans med Edward af Sillén. Björkman var tävlingsproducent för Eurovision Song Contest 2024 i Malmö.
2021 blev det sista året som Björkman jobbade med Melodifestivalen. Ersättaren från och med 2022 blev Karin Gunnarsson.

### Övrigt
Tillsammans med Shirley Clamp sjöng Björkman den officiella Pride-låten 2002 för Stockholm Pride.

## Privatliv
Christer Björkman är sedan 2000 gift med körsångaren Martin Kagemark.

## Diskografi

### Album[11]
- Våga och vinn 1985
- I morgon är en annan dag 1992
- Björkman 1999
- Souvenirs d'amour 2003

### Singelskivor
- Leken blev nästan sann/Du, jag och en flaska vin 1984
- Livsutopi 1984
- Våga och vinn/Visan om en längtan 1985
- Drömmar 1986
- I morgon är en annan dag/Demain il y a un autre jour 1992
- Om du behöver mig/Nu ligger havet stilla 1992
- Förälskad igen/En gång till 1992
- Välkommen till livet 1993
- Om hösten 1993
- Banne mig/Livet/Jag ger mig inte 1993
- Välkommen hem 1999
- Döda mig imorgon 1999
- Kom låt oss älska nu 1999
- La Vie (This Is My Life) (duett med Shirley Clamp) 2002
- Marcia Baila 2003
- Les Mots (duett med Shirley Clamp) 2004
- Etthundra (Promo) (med Borås Allstars) 2004

## Teater

### Roller
- 1997 – Gladhand i West Side Story av Leonard Bernstein, Stephen Sondheim och Arthur Laurents, regi Richard Herrey, Oscarsteatern[12]